# Андзиро
Андзиро, другой вариант — Ядзиро, известный также как Паулу ди Санта-Фе (Павел Святой Веры) (Anjirō, Yajirō, порт. Paulo de Santa Fé, родился около 1510 года в Японии — умер около 1550 года в Японии) — имя японца из провинции Сацума, Япония. Был самураем. Считается первым японским католиком, принявшим крещение из рук святого Франциска Ксаверия.
Биографические сведения о жизни Андзиро известны из сочинений португальского путешественника и писателя Фернана Мендиша Пинту. Согласно Фернана Мендиша Пинту, который упоминает его как Ядзиро (Yajirō), Андзиро после совершения убийства в Японии вместе с ним бежал в португальскую Малакку. В Малакке в декабре 1547 года познакомился с католическим миссионером из ордена иезуитов Франциском Ксаверием, который после знакомства с ним решил ехать на миссию в Японию. Был переводчиком при Франциске Ксаверии, который при сопровождении Андзиро, других двух японцев и двух иезуитов прибыл 27 июля 1547 года в порт Кагосимы. После сошествия на берег 15 августа 1547 года Франциск Ксаверий до октября 1550 года проживал в семье Андзиро. Принял крещение из рук Франциска Ксаверия с именем Паулу де Санта-Фе. Вместе с Андзиро крещение также приняли около ста его родственников, которые стали первой католической общиной в Японии.
Точная дата его смерти неизвестна. Предполагается, что умер в 1550 году.